# Distretto di Orhei
Il distretto di Orhei è uno dei 32 distretti della Moldavia, il capoluogo è la città di Orhei.

## Società

### Evoluzione demografica
In base ai dati del censimento, la popolazione è così divisa dal punto di vista etnico:
| Etnia       | Abitanti | %     |
| ----------- | -------- | ----- |
| Moldavi     | 100.469  | 86,41 |
| Ucraini     | 4.520    | 3,89  |
| Russi       | 2.216    | 1,90  |
| Gagauzi     | 113      | 0,10  |
| Bulgari     | 90       | 0,08  |
| Rumeni      | 8.253    | 7,10  |
| Altre etnie | 610      | 0,52  |

## Geografia antropica

### Suddivisioni amministrative

#### Città
- Orhei

#### Comuni
1. Berezlogi
2. Biești
3. Bolohan
4. Brăviceni
5. Bulăiești
6. Chiperceni
7. Ciocîlteni
8. Clișova
9. Crihana
10. Cucuruzeni
11. Donici
12. Ghetlova
13. Isacova
14. Ivancea
15. Jora de Mijloc
16. Mălăiești
17. Mitoc
18. Mîrzești
19. Morozeni
20. Neculăieuca
21. Pelivan
22. Peresecina
23. Piatra
24. Podgoreni
25. Pohorniceni
26. Pohrebeni
27. Puțintei
28. Sămănanca
29. Seliște
30. Step-Soci
31. Susleni
32. Teleșeu
33. Trebujeni
34. Vatici
35. Vîșcăuți
36. Zahoreni
37. Zorile